# Institut universitaire de technologie de Rennes
 (juillet 2016).
L’institut universitaire de technologie de Rennes, aussi appelé IUT de Rennes, est l'une des composantes de l’université Rennes-I. Il a été créé en 1966 et est l’un des acteurs majeurs de l’enseignement supérieur et technologique du bassin Rennais. Il fait partie du réseau des IUT.
Il est situé à Rennes, réparti sur deux sites dans le quartier de Beaulieu. Il accueille près de 1 900 étudiants, et a diplômé, à ce jour, plus de 35 000 techniciens supérieurs. Il réunit des équipes pédagogiques composées à la fois d'enseignants, d'enseignants-chercheurs et de professionnels.
Sa mission couvre la formation initiale et professionnelle, avec une offre cohérente et diversifiée de formations qui explique son rayonnement régional. Celles-ci préparent aux fonctions d’encadrement technique et professionnel dans différents secteurs de la production, de la recherche appliquée et des services.
Il est membre du réseau des IUT de Bretagne.

## Historique
L'IUT de Rennes a été créé en 1966 en application de la première tranche du plan du ministère de l’Éducation nationale Christian Fouchet. Il est le premier créé en Bretagne, ceux des autres villes voyant le jour entre 1968 (Brest) et 1973 (Quimper, Lannion et Vannes).
Sa première rentrée universitaire en 1966 s'est réalisée sur deux sites : 
- le site des Buttes de Coësmes (aujourd'hui nommé site Clos Courtel) sur le campus de Beaulieu ;
- le site du centre-ville, place Hoche (site de l'actuelle faculté de sciences économiques de Rennes).

Dans le contexte de l'harmonisation européenne des formations d'enseignement supérieur à bac+3, tout en répondant à une demande de ses étudiants de poursuivre leurs études au-delà du diplôme de DUT et à des besoins professionnels exprimés par les entreprises comptables de collaborateurs en matière sociale, l'IUT a ouvert à la rentrée 2002 ses premières DU à recrutement bac+2, transformés en 2004 en licence professionnelles.

## Composition
L'IUT de Rennes est composé de 6 départements :
- Carrières sociales
- Chimie
- Génie civil - Construction durable (GC-CD)
- Génie électrique et informatique industrielle (GEII)
- Génie mécanique et productique (GMP)
- Gestion des entreprises et administrations (GEA)

Les départements Chimie, GC-CD, GEII, GMP se  situent sur le site Clos Courtel. Les départements Carrières sociales, GEA sont situés sur le site Poincaré (sur le campus de Beaulieu).

## Classement
En 2022 l'établissement a été classé 18e du classement complet réalisé par Thotis, et huitième selon le classement de L'Étudiant, avec un taux de réussite en deux ans de 76,4 %.